# Nazarij (Lavrynenko)
Nazarij (světským jménem: Mykola Olexijovyč Lavrynenko; * 11. srpna 1952, Ivkivci) je ukrajinský duchovní Ruské pravoslavné církve a biskup kuzněcký a nikolský.

## Život
Narodil se 11. srpna 1952 ve vesnici Ivkivci Čerkaské oblasti.
Roku 1974 dokončil Krymský zemědělský institut. V letech 1974–1975 sloužil v řadách Sovětské armády v NDR.
Od roku 1978 pracoval v Centrální republikánské botanické zahradě Akademie věd USSR.
Roku 1982 nastoupil na Leningradský duchovní seminář.
Dne 18. února 1985 byl postřižen na monacha a přijal mnišské jméno Nazarij. Dne 3. března byl rukopoložen na hierodiakona a 19. srpna na jeromonacha.
Od března 91986 sloužil v chrámu Svaté Trojice Alexandro-Něvské lávry.
Od listopadu 1987 byl představeným chrámu Proměnění Páně ve Vyborgu.
Roku 1988 dokončil studium na Leningradské duchovní akademii. Stejného roku byl povýšen na igumena.
Dne 1. ledna 1990 byl ustanoven představeným podvorje Kazaňské ikony Matky Boží Valaamského monastýru v Leningradu.
V únoru 1991 byl povýšen na archimandritu a ustanoven představeným Koněvského monastýru.
Od roku 1996 byl blagočinným monastýrů a podvorjí petrohradské eparchie.
Dne 25. listopadu 1996 byl ustanoven zastupujícím představeným Alexandro-Něvské lávry a 17. dubna 1997 byl oficiálně jmenován představeným monastýru.
Dne 27. května 2009 jej Svatý synod zvolil biskupem vyborgským a vikářem petrohradské eparchie. Stejného dne byl oficiálně jmenován biskupem.
Dne 28. května 2009 proběhla v chrámu Svaté Trojice Alexandro-Něvské lávry jeho biskupská chirotonie. Světiteli byli patriarcha moskevský Kirill, metropolita kyjevský a celé Ukrajiny Volodymyr (Sabodan), metropolita petrohradský a ladožský Vladimir (Kotljarov), metropolita minský a slucký Filaret (Vachromejev), metropolita krutický a kolomenský Juvenalij (Pojarkov), metropolita kišinevský a celého Moldavska Vladimir (Cantarean), metropolita jekatěrinodarský a kubáňský Isidor (Kiričenko), metropolita tulský a beljovský Alexij (Kutěpov), metropolita doněcký a mariupolský Ilarion (Šukalo), arcibiskup volokolamský Ilarion (Alfejev), arcibiskup berlínský a německý Feofan (Halynskyj), arcibiskup saranský a mordovský Varsonofij (Sudakov), arcibiskup vladivostocký a primorský Veniamin (Puškar), biskup gatčinský Amvrosij (Jermakov),  iskup petěrgofský Markell (Větrov), biskup solněčnogorský Sergij (Čašin) a biskup perejaslav-chmelnycký Olexandr (Drabinko).
Dne 23. listopadu 2010 byl jmenován předsedou eparchiálního soudu.
Dne 12. března 2013 mu byl změně titul na biskup kronštadtský.
Dne 24. srpna 2023 jej Svatý synod ustanovil biskupem kuzněckým a nikolským.